# Коноників Михайло Михайлович
Коноників Михайло Михайлович (10 червня 1864, Херсон — ?) — полковник Армії УНР.

## Життєпис
Народився у місті Херсоні. Закінчив Херсонську класичну гімназію, Одеське піхотне юнкерське училище (1883) служив у 15-му стрілецькому полку 4-ї стрілецької бригади (Одеса). На нестройових посадах брав участь у Першій світовій війні. Останнє звання у російській армії — полковник.
У 1918–1919 рр. — хотинський та бердичівський повітовий військовий комендант Української Держави та УНР. З 18 жовтня 1919 року — начальник етапно-розподільчого пункту в м. Могилів-Подільський, з 15 червня 1920 року — скарбник управління постачання начальника Тилу Армії УНР.
Доля після 1920 року невідома.